# دوروثي وولفولك
دوروثي وولفولك (بالإنجليزية: Dorothy Woolfolk)‏ هي كاتبة قصص مصورة أمريكية، ولدت في 11 أكتوبر 1913 في نيويورك في الولايات المتحدة، وتوفيت في 27 نوفمبر 2000 في نيوبورت نيوز في الولايات المتحدة.